# 火星のクレーターのリスト
- 月: 1,624 クレーター (31.2%)
- 火星: 1,092 クレーター (21.0%)
- 金星: 900 クレーター (17.3%)
- 水星: 397 クレーター (7.6%)
- その他: 1,198 クレーター (23.0%)

火星のクレーターのリスト（かせいのクレーターのリスト、英語: List of craters on Mars）。1 km (0.62 mi)より大きい火星への衝突クレーターは数十万個存在するが、名前が付けられているのはそのうちの約1,000個だけである。名前は、関連する科学者からの要請を受けて国際天文学連合によって割り当てられ、一般に、研究に大きな関心を持っているクレーターにのみ名前が付けられている。火星のクレーターは、有名な科学者やSF作家にちなんで命名され、直径60 km (37 mi)未満の場合は、地球上の町にちなんで名付けられている。クレーターは生きている人々にちなんで名付けることはできず、小さなクレーターの名前が特定の町を記念することを意図していることはめったにない。緯度と経度は西経との惑星座標として与えられている。

## 統計
2017年の時点で、火星のクレーターは、太陽系の5,211個の名前付きクレーターすべての21％を占めている。月を除けば、火星ほど多くの名前の付いたクレーターを持っている惑星体は他にはない。多数の名前の付いたクレーターを持つ他の非惑星体には、カリスト（ 141 ）、ガニメデ（ 131 ）、レア（128）、ベスタ（90）、セレス（90）、ディオネ（73）、イアペトゥス（58）、エンケラドゥス（53）、テティス（50）およびエウロパ（ 41 ）を含む。

### 最大のクレーター
火星で最大のクレーターのいくつかは無名のままである。直径はソースデータによって異なる。
| クレーター         | 座標                                                  | 直径 (km)       | 楕円形の主(km) | 楕円形の短軸 (km) | おおよそのランク | 承認日 | 名前                                       | 参照  |
| ------------------ | ----------------------------------------------------- | --------------- | -------------- | ----------------- | ---------------- | ------ | ------------------------------------------ | ----- |
| ホイヘンス         | 南緯13度58分 東経55度35分 / 南緯13.96度 東経55.58度   | 467.25          | 484.89         | 450.54            | 1                | 1973   | クリスティアーン・ホイヘンス               | WGPSN |
| スキアパレッリ     | 南緯2度41分 東経16度47分 / 南緯2.69度 東経16.79度     | 458.52 (445.76) | 462.51         | 430.4             | 2                | 1973   | ジョヴァンニ・スキアパレッリ               | WGPSN |
| 名前なし           | 北緯38度06分 西経167度09分 / 北緯38.1度 西経167.15度  | 376.35          | 452.74         | 384.9             | 3                | –      | –                                          | —     |
| グリーリー         | 南緯36度38分 東経3度11分 / 南緯36.63度 東経3.19度     | 457.45 (427.15) | 438.81         | 395.71            | 4                | 2015   | ロナルド・グリーリー                       | WGPSN |
| カッシーニ         | 北緯22度35分 東経32度07分 / 北緯22.59度 東経32.11度   | 408.23          | 411.45         | 402.42            | 5                | 1973   | ジョヴァンニ・カッシーニ                   | WGPSN |
| アントニアディ     | 北緯21度35分 東経60度50分 / 北緯21.59度 東経60.84度   | 400.95          | 417.04         | 389.68            | 6                | 1973   | ウジェーヌ・アントニアディ                 | WGPSN |
| ドルフュス         | 南緯20度59分 西経3度50分 / 南緯20.99度 西経3.83度     | 363.08 (358.72) | 367.94         | 346.98            | 7                | 2013   | オドゥワン・ドルフュス                     | WGPSN |
| 名前なし           | 南緯59度01分 西経76度53分 / 南緯59.01度 西経76.89度   | 341.1           | 391.76         | 325.82            | 8                | –      | –                                          | —     |
| ティコンラヴォフ   | 北緯12度55分 東経35度55分 / 北緯12.92度 東経35.91度   | 343.7           | 356.28         | 331.85            | 9                | 1985   | ミハイル・ティコンラヴォフ                 | WGPSN |
| 名前なし           | 北緯23度23分 東経53度14分 / 北緯23.39度 東経53.24度   | 340.12          | 351.4          | 330.13            | 10               | –      | –                                          | —     |
| 名前なし           | 南緯0度59分 東経28度52分 / 南緯0.99度 東経28.86度     | 325.8           | 347            | 308.58            | 11               | –      | –                                          | —     |
| ニュートン         | 南緯40度31分 西経158度04分 / 南緯40.52度 西経158.06度 | 299.94 (312.44) | 318.37         | 307.37            | 12               | 1973   | アイザック・ニュートン                     | WGPSN |
| 名前なし           | 南緯59度32分 西経83度53分 / 南緯59.53度 西経83.89度   | 301.99          | 319.91         | 297.06            | 13               | –      | –                                          | —     |
| 名前なし           | 南緯24度28分 西経32度07分 / 南緯24.47度 西経32.12度   | 300.36          | 323.73         | 291.72            | 14               | –      | –                                          | —     |
| ド・ヴォクールール | 南緯13度40分 東経171度05分 / 南緯13.67度 東経171.09度 | 302.27 (311.68) | 316.11         | 297.19            | 15               | 2000   | ジェラール・ド・ヴォクールール             | WGPSN |
| コペルニクス       | 南緯48度53分 西経168度49分 / 南緯48.88度 西経168.82度 | 301.83          | 320.69         | 284.51            | 16               | 1973   | ニコラウス・コペルニクス                   | WGPSN |
| 名前なし           | 南緯52度33分 西経109度34分 / 南緯52.55度 西経109.57度 | 326.77          | 343.52         | 260.75            | 17               | –      | –                                          | —     |
| ハーシェル         | 南緯14度09分 東経129度53分 / 南緯14.15度 東経129.89度 | 297.92          | 301.56         | 294.41            | 18               | 1973   | ジョン・ハーシェルとウィリアム・ハーシェル | WGPSN |
| シュレーター       | 南緯1度53分 東経55度59分 / 南緯1.89度 東経55.99度     | 291.59          | 298.12         | 285.7             | 19               | 1973   | ヨハン・シュレーター                       | WGPSN |
| コワルスキー       | 南緯29度44分 西経141度26分 / 南緯29.73度 西経141.43度 | 296.67 (285.14) | 288.89         | 281.38            | 20               | 1985   | マリアン・アルベルトビッチ・コワルスキー   | WGPSN |

1. ↑  この表のデータには、次の内容が含まれる:
  - Planetary Names: Search Results, 惑星系命名法のためのワーキンググループ (WGPSN) at Gazetteer of Planetary Nomenclature (access date June 2017).
    - データセットは、承認日、エポニム、およびオブジェクトWebページへのWGSPNリンクを提供する;

  - Mars Crater Database Search, Robbins, S.J., and B.M. Hynek (2012)。1km以上の火星衝突クレーターの新しいグローバルデータベース：1.データベースの作成、プロパティ、およびパラメータ。Journal of Geophysical Research – Planets
    - 楕円形の測定 (おおよその面積の計算に使用)、および名前のないクレーターの詳細は、このデータセットでのみ利用できる。
2. ↑  2つの直径値を含むエントリは、おそらく惑星命名法の地名集を介して利用できる新しいデータによる。 Gazetteer of Planetary Nomenclature. 完全を期すために、ロビンズデータと一致する値が括弧内に含まれている。

## クレーターの例

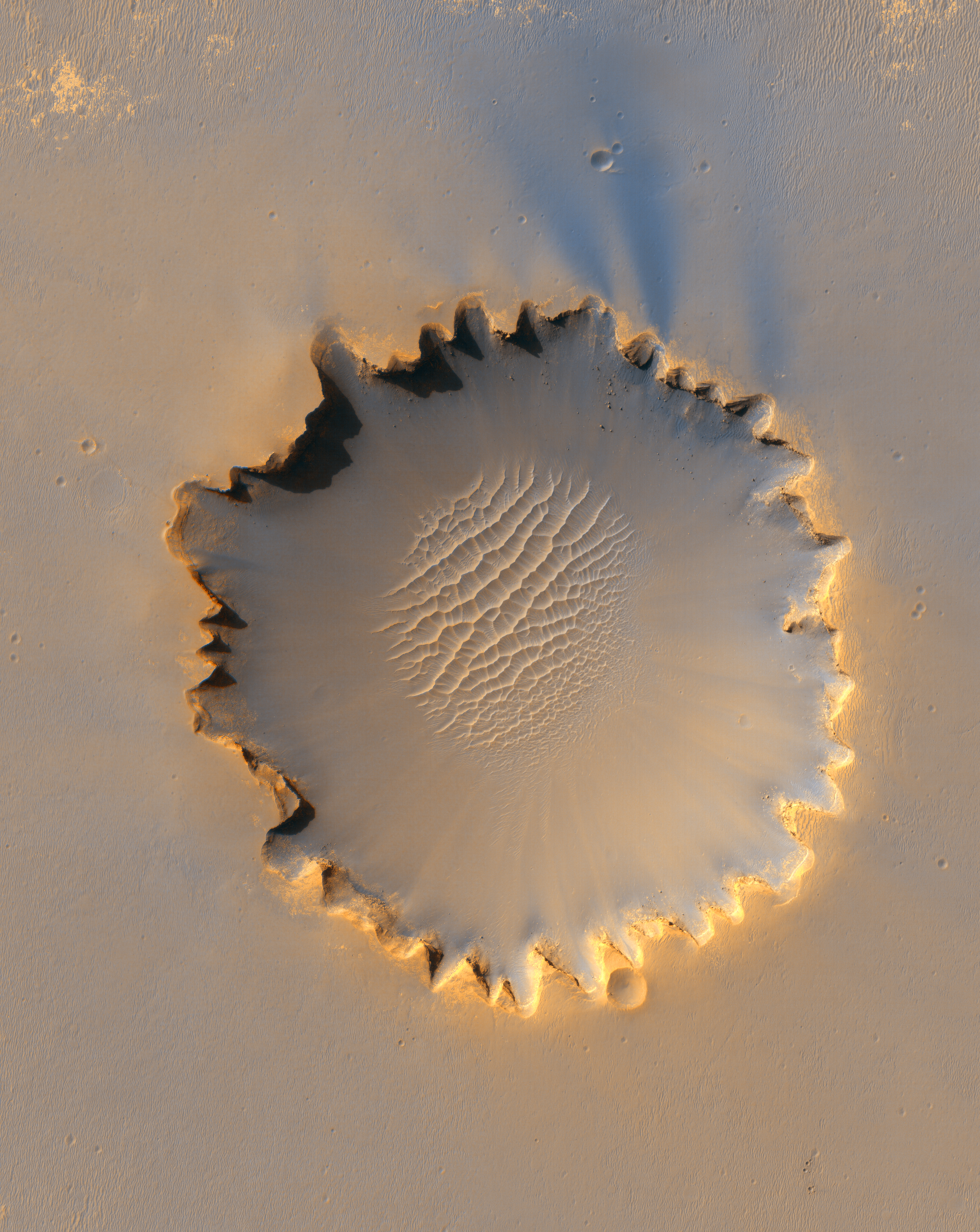
ビクトリア（英語版）